# Sveti Hermenegildo
Hermenegildo ili Hermenegild (Toledo, oko 550./555. – Sevilla, 13. travnja 585.), vizigotski kraljević, sin vizigotskog kralja Leovigilda i Hispanorimljanke Teodosije, i brat drugog vizigotskog kralja, Rekareda. Odgojen je u duhu arijanizma, vjere Vizigota onog doba. Zbog prelaska na pravovjerno kršćanstvo sukobio se s ocem, što je kasnije dovelo do njegova pogubljenja.

## Životopis
Dok su još bili djeca, Hermenegildo i Rekared su proglašeni suvladarima na vizigotskom prijestolju, koje je u to doba njihov otac dijelio sa svojim bratom Liuvom I. Hermenegildo se obrazovao pod utjecajem nadbiskupa Leandra Seviljskog, majčinog rođaka, i s 15 godina je sklopio brak s franačkom kraljevnom – Ingundom. Ona je bila kćerka Zigeberta I. i Brunhilde, vladara franačke Austrazije.
Otac ga je poslao u Betiku kao guvernera, gdje je pod utjecajem nadbiskupa Leandra i svoje žene vrlo brzo odbacio arijansko i prihvatio pravovjerno kršćanstvo. Politički problemi koje je izazvalo njegovo preobraćenje i sumnjivi diplomatski odnosi s bizantskim guvernerom susjedne Spanije, vjerojatno su bili uzrok zategnutih odnosa između Hermenegilda i njegovog oca, Leovigilda. Oružani sukob je počeo 581. godine, i trajao je do 584. U početku, Bizant je pomogao ustanak, ali kasnije su bizantske snage povukli pomoć i sklopili sporazum s Leovigildom za 30.000 solida u zlatu. Godine 583. Leovigildove snage su opsjedale Sevillu. Hermenegild je izdržao napade godinu dana, ali je na kraju morao pobjeći u Córdobu. Ondje je uhvaćen i poslat u zatvor u Tarragonu. Njegova žena je pobjegla u Afriku i tražila azil od Mauricija Bizantskog, ali je umrla na putu. Njihov sin, Atanagildo, predan je po naredbi bizantskog cara svojoj baki s majčine strane, Brunhildi, čemu se usprotivio Leovigildo.
Međutim, povijesni stručnjaci vizigotske Hispanije, ne smatraju Hermenegildovo pokrštavanje stvarnim razlogom sukoba između oca i sina, već samo izgovor. Svoje tvrdnje zasnivaju na činjenici da je u doba Leovigildove vladavine vladala religiozna tolerancija, kao i u raznim diplomatskim naporima prije i tijekom sukoba. Također, nakon konverzije Vizigota u pravovjerno kršćanstvo u doba Rekareda, kroničari i saborni dokumenti uopće ne spominju Hermenegilda, njegovu pobunu ili njegov heroizam, što znači da su ga katolički Vizigoti smatrali samo običnim pobunjenikom, a ne mučenikom.
Iako nisu sačuvana nikakva nezavisna svjedočenja o ovom događaju, Dijalozi Grgura Velikog govore da je Hermenegild odbio ponudu oproštaja svog oca pod uvjetom da se vrati na arijanstvo, i da je nakon toga pogubljen jer je odbio da ga pričesti arijanski svećenik na dan Uskrsa 585. godine. Manje naklonjen mu je sv. Grgur iz Toursa, vrlo dobro obaviješten o svijetu Vizigota, koji smatra dizanje oca na sina velikim grijehom, pa čak iako je ovaj heretik. Na zahtjev Filipa II., španjolskog kralja, papa Siksto V. je kanonizirao Hermenegilda i proglasio ga svecem na 1000-godišnjicu njegove smrti. Zajedno sa sv. Fernandom, sv. Hermenegildo je svetac zaštitnik španjolske monarhije.
Spomendan mu je 13. travnja.